# Mega Man 2
Mega Man 2, відома в Японії як Rockman 2: Dr. Wily no Nazo  (яп. ロ ッ ク マ ン 2 Dr. ワ イ リ ー の 謎, Рокку Ман 2 Докута Вайра: але надзо) — відеогра в жанрі action/платформер, випущена в 1988 році на NES, друга частина серії Mega Man.

## Сюжет
Доктор Уайлі не змирився зі своєю поразкою від рук Мегамена: він побудував свою власну армію роботів, а також спорудив новий замок, обладнавши його численними пастками. Мегамену належить знов врятувати світ від зловісного доктора …

## Роботи доктора Уайлі
| Робот                        | Спеціальна зброя                   | Слабкість                                                           |
| ---------------------------- | ---------------------------------- | ------------------------------------------------------------------- |
| Металева Людина (MetalMan)   | Металеве Лезо (Metal Blade)        | Швидкий Бумеранг, Металеве Лезо                                     |
| Повітряна Людина (Air Man)   | Повітряна Гармата (Air Shooter)    | Листяний Щит                                                        |
| Людина-Бульбашка (BubbleMan) | Водна Бульбашка (Bubble Lead)      | Металеве Лезо                                                       |
| Швидка Людина (QuickMan)     | Швидкий Бумеранг (Quick Boomerang) | Руйнуюча Бомба, Зупинка Часу                                        |
| Людина-Руйнівник (CrashMan)  | Руйнуюча Бомба (Crash Bomb)        | Повітряна Гармата                                                   |
| Миттєва Людина (FlashMan)    | Зупинка Часу (Time Stopper)        | Металеве Лезо                                                       |
| Гаряча Людина (HeatMan)      | Атомний Вогонь (Atomic Fire)       | Водна Бульбашка                                                     |
| Дерев'яна Людина (WoodMan)   | Листяний Щит (Leaf Shield)         | Атомний Вогонь (повністю заряджений), Металеве Лезо, Руйнуюча Бомба |

## Боси замку доктора Уайлі
| Босс                              | Слабкість                                                                                       |
| --------------------------------- | ----------------------------------------------------------------------------------------------- |
| Механічний Дракон (Mecha Dragon)  | Атомний Вогонь, Швидкий Бумеранг                                                                |
| Шматочки стін (Picopico-kun)      | Водна Бульбашка, Металеве Лезо                                                                  |
| Могутний Танк (Guts Tank)         | Швидкий Бумеранг, Атомний Вогонь                                                                |
| Кімната-пастка (Boobeam Trap)     | Руйнуюча Бомба                                                                                  |
| Машина Уайлі 2 (Wily Machine № 2) | Атомний Вогонь (форма 1), Руйнуюча Бомба (форма 2)                                              |
| Чужий (Alien)                     | Водна Бульбашка (будь-яка інша зброя відновлює шкалу енергії Чужого або не заподіює йому шкоди) |

## Зброя
- Р — Плазмова гармата (Plasma Cannon): Стандартна зброя Мегамена, має нескінченний боєзапас.
- A — Повітряна Гармата (Air Shooter): Мегамен випускає 3 смерчі, які летять вгору.
- H — Атомний Вогонь (Atomic Fire): Мегамен випускає вогняні кулі. Під час утримання кнопки «Вогонь» можна отримати більш потужні заряди вогню.
- B — Водна Бульбашка (Bubble Lead): Мегамен стріляє бульбашками, які ковзають по поверхні.
- C — Руйнуюча Бомба (Crash Bomber): Мегамен вистрілює міну-липучку, яка через 3 секунди вибухає. Здатна знищувати перепони.
- W — Листяний Щит (Leaf Shield): Мегамен створює навколо себе щит з 4-х листків, які його захищають. При русі щит відлітає туди, куди попрямує гравець.
- M — Металеве Лезо (Metal Blade): Мегамен кидає металеве лезо. Вважається найкращою зброєю в грі, також може стріляти в 8-ми напрямках.
- Q — Швидкий Бумеранг (Quick Boomerang): Мегамен вистрілює безліччю бумерангів. Під час утримання кнопки «Вогонь» вистрілюється черга.
- F — Зупинка Часу (Time Stopper): Мегамен заморожує всіх ворогів, поки рівень енергії зброї не впаде до нуля.
- 1 — Ширяюча платформа (Item-1): допомагає досягти високих просторів. Зникає через кілька секунд.
- 2 — Реактивна платформа (Item-2): допомагає пролетіти провалля. Зникає при зіткненні зі стіною.
- 3 — Стрибаюча платформа (Item-3): допомагає підніматися вгору по стінах. Зникає, коли досягне стелі.
- Е — Енергетичний резервуар (Energy Tank): заповнює шкалу здоров'я повністю, можна використовувати в будь-який час. Можна взяти з собою не більше 4 одиниць.

## Цікаві факти
- Найлегшим вважається рівень MetalMan'а. Пройти його досить легко, а бос знищується з 2 ударів (на високій складності — з чотирьох) з Quick Boomerang.
- Quick Man, за перемогу над яким дають бумеранг, вважається найважчим рівнем (за винятком рівнів Dr. Wily) через лазери, які миттєво знищують Мегамена.
- Через баґ в грі можна потрапити в рівень 1 Dr.Wily з рівня Heat Man.
- Якщо на босі «Airman» під час битви вибрати предмет «1» і підлетіти на ньому до дверей, то можна потрапити в Dr. Wily-2 з тайлсетом Air Man і без боса.
- Є можливість здійснювати надвисокі стрибки, при цьому натискаючи комбінацію на 2-му геймпаді.
- Це єдина частина гри де присутній вибір складності: Нормально чи Складно. Суть в тому що боси отримують в 2 рази менше ушкоджень якщо обраний Складний режим.
- Робот Metal Man знищується з 1 попадання від своєї ж зброї (Metal Blade). На складному режимі з 2-х ударів.
- Найменше життів втрачається при порядку проходження: Flashman — Quickman — Metalman — Bubbleman — Woodman — Airman — Heatman — Crashman.
- Музика рівнів Dr. Wily-1 і Dr. Wily-2 вважається найкращою музикою з ігор для NES.